# 三苯基环三硼氧烷
三苯基环三硼氧烷是一种有机硼化合物，是环三硼氧烷的一种，为无色晶体。它可以和一些含氮碱形成供体-受体加合物。

## 合成
它可由苯硼酸加热脱水得到：
它也可由氧化硼和三苯基硼在四氯化碳中反应得到：